# Steffen Höder
Steffen Höder (* 1979 in Hamburg) ist ein deutscher Skandinavist.

## Leben
Von 2000 bis 2005 studierte er Skandinavistik, deutsche Sprache und Phonetik an der Universität Hamburg, Magisterexamen 2005. Von 2005 bis 2011 war er wissenschaftlicher Mitarbeiter am Sonderforschungsbereich 538 Mehrsprachigkeit (Hamburg). Von 2007 bis 2008 war er Lehrbeauftragter an der Universität Hamburg. Nach der Promotion 2009 in Hamburg war er von 2010 bis 2011 Lehrbeauftragter an der HafenCity Universität Hamburg. Seit 2011 war er akademischer Oberrat an der Universität Münster (Germanistik). Von 2012 bis 2013 war er Lehrstuhlvertreter für Skandinavistische Sprachwissenschaft am ISFAS. Von 2013 bis 2019 war er Juniorprofessor für Skandinavistische Sprachwissenschaft am ISFAS der CAU Kiel. Seit 2019 ist er Professor für Skandinavistische Sprachwissenschaft.
Seine Interessenschwerpunkte sind Sprachkontakt, Sprachwandel, Konstruktionsgrammatik, Grammatikalisierung, Phonetik und Phonologie, sprachliche Variation und Schriftlichkeit und Sprachausbau.

## Schriften (Auswahl)
- Probleme der Lautwandelforschung. Eine kritische Analyse klassischer Modelle. Hamburg 2007, ISBN 3-8300-2806-7.
- Sprachausbau im Sprachkontakt. Syntaktischer Wandel im Altschwedischen. Heidelberg 2010, ISBN 978-3-8253-5703-0.
- mit Kurt Braunmüller und Karoline Kühl (Hg.): Stability and divergence in language contact. Factors and mechanisms. Amsterdam 2014, ISBN 978-90-272-3496-4.
- mit Hans C. Boas (Hg.): Constructions in contact. Constructional perspectives on contact phenomena in Germanic languages. Amsterdam 2018, ISBN 978-90-272-0171-3.